# Президентские выборы в Ирландии (1952)
Президентские выборы в Ирландии 1952 года были вторыми в Ирландии выборами без проведения голосования: действовавший президент Шон Томас О’Келли выдвинул свою кандидатуру на второй срок и был поддержан всеми партиями при отсутствии оппонентов (номинации сатирика Эйна О’Махони (Eoin (the Pope) O’Mahony) не хватило поддержки).